# Torre Sampsona
La Torre Sampsona és un edifici de Girona que forma part de l'Inventari del Patrimoni Arquitectònic de Catalunya.

## Descripció
És una gran masia de planta rectangular, de diferents cossos afegits (ressaltant-ne la façana principal i el pati interior), de planta baixa i dos al pany intern d'entre torres de la façana principal i de planta baixa i tres pisos les dues torres i de planta baixa i pis la resta. Torres de teulada planers. La façana principal està caracteritzada per les torres de secció quadrada que flanquegen el pany d'accés. L'entrada es produeix per una porta dovellada recollida en l'espai més sortit que fan les torres. La porta dona al pati a través de l'edifici. Les obertures són diverses: d'arquets lobulats, conopials, de punt rodó, llindes planeres i rectes. Les cantoneres són de pedra vista.

## Història
El llinatge de Sampsó la va posseir fins al 1734. Les notícies més antigues són del 1269 i pertanyia a Modoierna Rafart. Al 1359 pertanyia a Pere Rafart. La seva filla Sibil·la es marida amb Bernat Sampsó II. En Joan Sampsó, l'any 1511 compra la torre Ricarda de Pere Ricard (veí de la Sampsona) i se'n dirà Sampsona petita. Al 1520 es construeix una capella. Joan Sampsó la degué arranjar amb dos torres i el pati (a manera de Castell). Al 1734 Mariana Sampsó la ven als aniversaris de la Catedral. El 1842 és infeudada per la desamortització. A principis del segle XX és de la família Carabús, qui l'ha restaurat.